# Rose Hudson-Wilkin
Rosa Josephine Hudson-Wilkin es una prelada anglicana británica. Desde 2019 ejerce como obispa sufragánea de Dover en la diócesis de Canterbury, en sustitución del arzobispo. Es la primera mujer negra en convertirse en obispa de la Iglesia de Inglaterra. Entre 2010 y 2019 fue capellana del presidente de la Cámara de los Comunes. Se formó con el Ejército de la Iglesia antes de ingresar en el  ministerio parroquial.

## Biografía
Nació en Montego Bay, Jamaica y fue criada por su padre y su tía, ya que su madre partió a Inglaterra después de su nacimiento. Hudson-Wilkin no volvió a ver a su progenitora hasta que cumplió nueve años.Estudió en Montego Bay High School, una escuela secundaria sólo para niñas en Montego Bay.A los 14 años decidió unirse al ministerio. En una entrevista en 2012 para el The Daily Telegraph, comentó al respecto: "Simplemente tuve esta sensación abrumadora de que esto era lo que estaba llamada a hacer".

## Trayectoria
En el año 1982, Hudson-Wilkin viajó al Reino Unido y se estableció en West Midlands, donde estudió en el Church Army College. Como preparación a la ordenación, realizó el Curso de Formación Ministerial de West Midlands. El 30 de junio de 1991, fue nombrada diácona de la Iglesia de Inglaterra en Petertide por Keith Sutton, obispo de Lichfield, en la catedral de Lichfield. Del año 1991 al 1994, sirvió como diácona de la Iglesia de San Mateo, en Wolverhampton. Fue ordenada sacerdote el 23 de abril de 1994 (por el obispo Sutton, en la catedral de Lichfield), en las primeras semanas en las que la Iglesia de Inglaterra ordenaba mujeres para el sacerdocio. En la Iglesia de San Mateo, ejerció su curato desde el año 1994 hasta el 1995. 
De 1995 a 1998 fue vicaria adjunta de la iglesia de San Andrés, en West Bromwich. Durante este tiempo, también trabajó en el Comité de Interés Anglicano Negro. Este comité se fundó después de que se publicara el informe Fe en la Ciudad en 1985 y fue creado para combatir el racismo en la Iglesia de Inglaterra. Posteriormente, fue reemplazado por el Comité para las Cuestiones Anglicanas de las Minorías Étnicas.
En 1998, Hudson-Wilkin asumió el papel de vicaria de la Iglesia de la Santísima Trinidad, en Dalston, y de la Iglesia de Todos los Santos, en Haggerston, una parroquia del municipio de Hackney, en el este de Londres. Fue nombrada capellana de la Reina en 2008. El año 2010, fue nombrada capellana del Presidente de la Cámara de los Comunes, cargo que compaginaba con su trabajo parroquial.En marzo de 2013, fue nombrada prebendaria de la Catedral de San Pablo en reconocimiento a "su servicio a la Iglesia, a la comunidad y, más recientemente, como capellana del Presidente de la Cámara de los Comunes". En octubre de 2014, se anunció que se convertiría en la sacerdote a cargo de St Mary-at-Hill en la ciudad de Londres. Se trasladó a su nueva parroquia en noviembre de 2014, manteniendo sus nombramientos adicionales.
Desde noviembre de 2014 hasta finales de 2019, Hudson-Wilkin fue sacerdote a cargo de St Mary-at-Hill en Londres, desempeñando además el papel de capellana del Presidente de la Cámara de los Comunes, así como el de sacerdote vicaria en la Abadía de Westminster y capellana de la Reina.  En 2012, ya se consideraba como una candidata a ser una de las primeras mujeres obispas de la Iglesia de Inglaterra.  El 28 de junio de 2019 fue anunciada como la próxima obispa de Dover, para dirigir la diócesis de Canterbury en nombre del arzobispo de Canterbury.
El 19 de mayo de 2018, fue una de los varios líderes religiosos que dirigieron las oraciones en la boda del Príncipe Harry y Meghan Markle en la Capilla de San Jorge, Windsor.

### Obispa de Dover
El 28 de junio de 2019, se anunció que Hudson-Wilkin se convertiría en obispa sufragánea de Dover. Como obispa sufragánea de Dover tiene autoridad delegada por el arzobispo de Canterbury para supervisar la diócesis de Canterbury en nombre del obispo diocesano. Hudson-Wilkin tomó posesión de su sede inmediatamente antes de su consagración,  programada para el 19 de noviembre de 2019 en la Catedral de San Pablo. La cobertura de prensa del anuncio la destacó como la primera mujer negra en convertirse en obispa de la Iglesia de Inglaterra.Por su parte, Guli Francis-Dehqani fue la primera mujer de una minoría étnica en convertirse en obispa, en 2017.
El 19 de noviembre de 2019, Hudson-Wilkin fue consagrada obispa por el arzobispo Justin Welby en la Catedral de San Pablo.  Fue instalada como obispa de Dover durante un servicio en la Catedral de Canterbury el 30 de noviembre de 2019. 
Hudson-Wilkin recibió la Orden de Distinción del Gobierno de Jamaica en 2019. Un año después, fue nombrada Miembro de la Orden del Imperio Británico en los 2020 New Year Honours (Honores de Año Nuevo de 2020) por "sus servicios a los jóvenes y a la Iglesia".Los Honores de Año Nuevo del Reino Unido y otros territorios de la Commonwealth son distinciones concedidas a ciudadanos por sus contribuciones destacadas. También fue incluida en la Powerlist de 2020 y 2021 de las 100 personas más influyentes del Reino Unido de ascendencia africana/afrocaribeña. 
El 6 de febrero de 2023, fue nombrada miembro honorario del Lincoln's Inn  y, el 23 de marzo de 2023, pronunció la clase magistral de los Haberdashers en la iglesia de St Bartholomew-the-Less en la ciudad de Londres. 
En mayo de 2023, participó en la Coronación de Carlos III, siendo una de las tres obispas en hacerlo. También ofició el funeral de William Brown, un niño de siete años que murió en un presunto accidente de atropello y fuga, en la iglesia de St Mary y St Eanswythe en Folkestone, dentro de su jurisdicción episcopal. 

## Atención pública
Después de asumir su función parroquial en Hackney, Hudson-Wilkin organizó una protesta en la azotea de la iglesia, junto con su curato, para destacar la urgente necesidad de fondos destinados a la reparación del edificio. En una entrevista con Desert Island Discs en enero de 2014, afirmó que, ante el intenso desarrollo en Hackney, intentaba visibilizar la difícil situación de la iglesia, cuyo techo tenía filtraciones. Añadió que le habría gustado permanecer más tiempo en la azotea, ya que la protesta logró recaudar donaciones para su reparación.
Hudson-Wilkin ganó una gran repercusión mediática al ser la primera mujer negra en desempeñar el papel de Capellana de la Reina. Cuando fue nombrada miembro de la Cámara de los Comunes, algunas personas afirmaron era un acto de corrección política por parte del presidente, John Bercow. Finalmente, el papel tradicional se dividió en dos: Hudson-Wilkin permaneció en su parroquia de Hackney y asistió a los Comunes para dirigir la oración y los servicios en la capilla de St Mary Undercroft; mientras que Andrew Tremlett asumió los puestos de canónigo de Westminster y rector de St Margaret's, Westminster.
En una entrevista en The Observer un año después de su nombramiento para la Cámara de los Comunes, Hudson-Wilkin comentó que le gustaría ver una actitud más civilizada entre los parlamentarios: "Esa es mi oración secreta en realidad: el mundo está mirando y simplemente creo que me gustaría ver un cambio allí en la forma en que manejan el escucharse unos a otros y la forma en que se hablan entre sí". Hudson-Wilkin ha actualizado las oraciones tradicionales del siglo XVII antes de los debates parlamentarios, introduciendo menciones a eventos de actualidad. También dijo una oración el Día Internacional de la Mujer en 2010 que provocó las quejas de algunos parlamentarios.
Crítica de lo que ha definido como racismo institucional en la Iglesia, considera que el racismo es un problema más urgente que la homosexualidad. También se ha pronunciado sobre el matrimonio homosexual, afirmando en The Times que la Iglesia está "obsesionada con el sexo" y que existen cuestiones mucho más importantes.
Durante una entrevista en Desert Island Discs, se le preguntó a Hudson-Wilkin sobre la propuesta de ordenación de mujeres como obispas y dijo: "Creo que tenemos ciertos prejuicios sobre ciertas cosas y creemos que son ciertas... Lo que quiero es que la gente esté abierta a las posibilidades de que sus mentes puedan cambiar". Agregó: "Creo que la iglesia ha sido más pobre en realidad por no tener los dones de las mujeres en su liderazgo." 
En un episodio del programa de la BBC The Big Questions emitido en enero de 2015, en el que se analizaba la falta de reconocimiento legal de los matrimonios humanistas seculares, Hudson-Wilkin caracterizó repetidamente a los humanistas como "antirreligiosos" y expresó su desconcierto por el hecho de que los humanistas quisieran casarse, diciendo: "El matrimonio es un acto sagrado. Lo vemos como un regalo de Dios, así que no es algo que creamos que alguien se levanta y se pone frente a la iglesia y dice: "Me voy a casar contigo". Si los humanistas son antirreligiosos, no entiendo por qué quieren mantener y hacer todas las cosas que hace la religión". 

## Reconocimientos
En 2013, fue incluida como una de las mujeres más influyentes del mundo en la lista 100 Mujeres de la BBC.